# Nyctophilus shirleyae
Nyctophilus shirleyae es una especie de murciélago de la familia de los vespertiliónidos. Vive en Papúa Nueva Guinea. Su hábitat natural es desconocido. No hay ninguna amenaza significativa para la supervivencia de esta especie.   